# Lèvres closes (film, 1942)
Pour les articles homonymes, voir Lèvres closes.
Pour plus de détails, voir Fiche technique et Distribution.
Lèvres closes (Labbra serrate) est un film italien réalisé par Mario Mattoli, sorti en 1942.

## Synopsis
Un jeune homme d’un milieu respectable perd la tête à cause d’une femme et son ami, un avocat, tente de séparer le couple et peu de temps après, son corps sans vie est découvert.

## Fiche technique
- Titre original : Labbra serrate
- Titre français : Lèvres closes
- Réalisation : Mario Mattoli
- Scénario : Leo Catozzo, Marcello Marchesi et Steno
- Photographie : Anchise Brizzi
- Montage : Fernando Tropea (en)
- Musique : Ezio Carabella
- Pays de production : Royaume d'Italie
- Format : Noir et blanc - 1,37:1 - Mono
- Genre : thriller
- Durée : 80 minutes
- Date de sortie : 1942

## Distribution
- Annette Bach (it) : La contesse Lydia Lamsky
- Andrea Checchi : Carlo Massani
- Fosco Giachetti : Ruggero D'Anzi
- Vera Carmi : Anna Massani
- Giulio Donadio (it) : le juge Massani
- Carlo Campanini : Camillo Pardini
- Tino Scotti : Francesco Ugoletti
- Armida Bonocore : Laura Croci / Antonietta Marradi
- Nino Pavese (it) : le directeur de la prison
- Armando Migliari : le commissaire
- Gina Cinquini (it) : Rosina
- Paolo Ferrara : le propriétaire de la laiterie
- Loris Gizzi : l'avocat de Carlo
- Mario Brizzolari (it) : un avocat de la cour d'assises